# Garçom (canção)
Garçom é o maior sucesso da carreira do cantor brega Reginaldo Rossi, lançada em 1987 e composta por ele.
No álbum Reginaldo Rossi - Ao vivo, de 1998, a música estourou novamente, e o cantor voltou a ser requisitado pela mídia nacional.
Em 2013, a música fez parte da trilha sonora da novela Balacobaco, da TV Record. A versão presente na novela contou com a participação do Grupo Iluaê e foi tema do Bar do Osório.

## Regravações
Esta canção já foi regravada diversas vezes. A lista de cantores que já interpretaram o desabafo do amante desprezado inclui Ivete Sangalo, Otto, Michel Teló, Roberta Miranda, Só pra Contrariar, entre outros. Abaixo, detalhes sobre as regravações:
- 1999 - Otto - regravou a canção no álbum Reginaldo Rossi - um tributo.
- 2000 - Roberta Miranda regravou a canção, que foi lançada no álbum A majestade, o sabiá.[3]
- 2011 - Filipe Catto - regravou a canção no álbum Fôlego.[7]
- 2014 - Bruno e Marrone.[8]